# Northern (Automarke)
Northern war eine britische Automobilmarke, die 1907–1910 von A. Blackburn & Co. in Cleckheaton (Yorkshire) gefertigt wurde.
Das kleinere Modell war der Northern 10 hp. Der Wagen besaß einen Zweizylinder-Reihenmotor mit 1,8 l Hubraum. Der leichte, zweisitzige Tourenwagen besaß einen Radstand von 2.286 mm.
Ihm zur Seite gestellt wurde der größere Northern 20 hp, der mit einem Vierzylinder-Reihenmotor mit denselben Zylinderabmaßen wie das kleinere Modell, und daher mit 3,6 l Hubraum ausgestattet war. Der Radstand des Wagens betrug 2.743 mm.
Ende 1910 war die Marke wieder vom Markt verschwunden.

## Modelle
| Modell | Bauzeitraum | Zylinder | Hubraum  | Radstand |
| ------ | ----------- | -------- | -------- | -------- |
| 10 hp  | 1907–1910   | 2 Reihe  | 1775 cm³ | 2286 mm  |
| 20 hp  | 1907–1910   | 4 Reihe  | 3550 cm³ | 2743 mm  |

## Quelle
- David Culshaw & Peter Horrobin: The Complete Catalogue of British Cars 1895–1975. Veloce Publishing plc. Dorchester (1999). ISBN 1-874105-93-6